# Miguel Ângelo Lupi

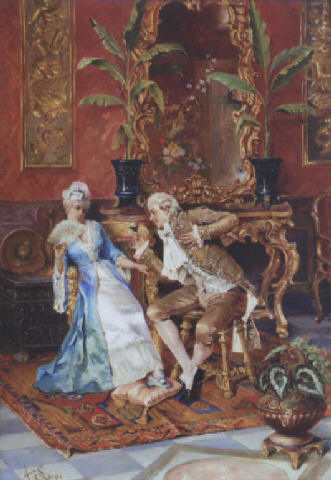
Galanteria, 1881

Miguel Ângelo Lupi – portugalski malarz romantyczny i profesor malarstwa w Akademii Sztuk Pięknych w Lizbonie.